# Bharat Pokhari
Bharat Pokhari (nep. भरतपोखरी) – gaun wikas samiti w zachodniej części Nepalu w strefie Gandaki w dystrykcie Kaski. Według nepalskiego spisu powszechnego z 2001 roku liczył on 2172 gospodarstw domowych i 10115 mieszkańców (5438 kobiet i 4677 mężczyzn).